# Однажды летом
«Одна́жды ле́том» — советский художественный фильм, снятый в 1936 году Хананом Шмаиным и Игорем Ильинским (режиссёрский дебют) на Киевской киностудии. Авторы сценария — Илья Ильф и Евгений Петров.

## Сюжет
Два товарища — Телескоп (Игорь Ильинский) и Жора (Леонид Кмит) — собирают в мастерской автомобиль и отправляются в путешествие. Их мечта — добраться до Москвы. В дороге молодые люди знакомятся с респектабельным господином, называющим себя профессором Сен-Вербудом (Игорь Ильинский), и его племянницей Феней (Елена Савицкая). Девушка производит приятное впечатление на водителя и бортмеханика, однако разговоры с нею не одобряет профессор, заявляющий, что он торопится на лекцию.
Прибыв в клуб небольшого городка, Сен-Вербуд показывает заведующему несложный фокус и предлагает развесить афиши, извещающие о том, что вечером состоится лекция индусского профессора — известного разоблачителя чудес и суеверий. Новость о приезде иностранного мага моментально облетает город, в зале — аншлаг. Перед сеансом заведующий напоминает Сен-Вербуду, что тот должен отдать четверть вырученной от продажи билетов суммы в пользу клуба. Профессор заверяет, что расчёт будет произведён сразу после выступления, однако своего обещания не выполняет. Не дождавшись закрытия занавеса, он убегает вместе с Феней. Во дворе клуба маг видит своих знакомых — Жору и Телескопа. Молодые люди, не подозревая, что имеют дело с мошенником, соглашаются спасти профессора и его спутницу от погони.
Конец деяниям Сен-Вербуда наступает, когда сотрудник уголовного розыска узнаёт в нём «третьего сына лейтенанта Шмидта», «племянника Карла Маркса», «богатого жениха из Аргентины». Профессора уводят в отделение, а Фене её спутники предлагают ехать с ними в столицу. Перед въездом в Москву их автомобиль смешивается с колонной всесоюзного автопробега и на самом финише разваливается на части. В финале фильма герои, стоящие в спецовках у ворот автозавода, интересуются у Фени, любит ли она кого-нибудь из них. Девушка начинает отвечать, но её слова заглушает гул заводской трубы.

## История фильма
Сценарий фильма «Однажды летом» Ильф и Петров написали в 1932 (по другим данным — в 1928) году. Произведение, напоминавшее сюжетом «Золотого телёнка» и наполненное курьёзными эпизодами, было напечатано в журнале «Красная новь» (1932, № 8). Как вспоминал впоследствии Игорь Ильинский, после получения предложения об участии в картине он познакомился с авторами сценария. Доработка шла легко и естественно; некоторые сцены изымались из первоначальной версии, другие, напротив, включались. Одна из просьб Ильфа и Петрова была связана с максимальной приближённостью декораций к жизни: соавторы наотрез отказались от рекомендации руководства студии «устроить» сеансы Сен-Вербуда в стенах помпезного Дворца культуры и отстаивали своё представление о месте действия — скромном клубе с обветшалой оградой.
Несмотря на добротный сценарий и хорошую актёрскую игру (Ильинскому в ленте досталось сразу две роли), экранизация, по словам литературоведа Лидии Яновской, была признана неудачной; речь шла прежде всего о «технике съёмок»:

Критика настойчиво отмечала невнятность фотографии, её тусклость и расплывчатость. Особенно убивало фильм то, что снимался он очень долго и вышел на экраны лишь в 1936 г. — в год значительных технических достижений. 
Игорь Ильинский позже писал, что в тот период «счастье и удача решительно изменили» ему. Сценарий, кочуя по кинофабрикам, успел к 1936 году утратить свою актуальность: «Многое воспринималось как анахронизм». Вторая оплошность, по признанию режиссёра, была связана с отрывом главных героев — Жоры и Телескопа — от конкретной реальности: создатели ленты стремились создать некую вневременную сказку, однако эта задумка придала фильму «ненужную слащавость, а также наивность». Пресса откликнулась на картину жёсткими рецензиями: так, газета «Правда», сравнив «Однажды летом» с вышедшим в том же году фильмом «Цирк», сценарий к которому писали Ильф, Петров и Катаев, признала постановку Григория Александрова более качественной.

## В ролях
| Актёр                                   | Роль                                        |
| --------------------------------------- | ------------------------------------------- |
| Игорь Ильинский                         | Телескоп председатель автомобильного клуба  |
| Игорь Ильинский                         | профессор Сен-Вербуд                        |
| Леонид Кмит                             | Жора единственный член автомобильного клуба |
| Елена Савицкая                          | Феня племянница Сен-Вербуда                 |
| Иван Коваль-Самборский                  | сотрудник уголовного розыска                |
| Иван Твердохлеб (в титрах — Твердохлиб) | кооператор                                  |

## Создатели фильма
- Илья Ильф, Евгений Петров — авторы сценария
- Ханан Шмаин, Игорь Ильинский — режиссёры
- Александр Лаврик, Виталий Филиппов — операторы
- А. Прахов — звукооператор
- Вячеслав Волков — композитор